# Theligonaceae
Famille
Classification APG II (2003)
Classification APG III (2009)
Les Theligonaceae (ou Thelygonaceae) constituent une famille de plantes dicotylédones proches des Rubiacées. Cette famille était notamment utilisée dans la classification classique de Cronquist (1981).
Selon Watson & Dallwitz elle comprend trois espèces regroupées en un genre :
- Theligonum (en).

## Étymologie
Le nom vient du genre Theligonum, qui serait d'origine grec, de θηλυς / thilys, « femme ; féminin », et γονυ / gony, « genou ; articulation », d'après Théis, c'est le « nom sous lequel Pline décrit une plante qui paraît être la mercuriale par le feuillage et par le port. Elle était appelée ainsi du fait de ses articulations renflées comparées au genou ».

## Classification
En classification phylogénétique APG II (2003) et en classification phylogénétique APG III (2009) cette famille n'existe pas : le genre Theligonum est inclus dans les Rubiacées.